# Karol Sidon

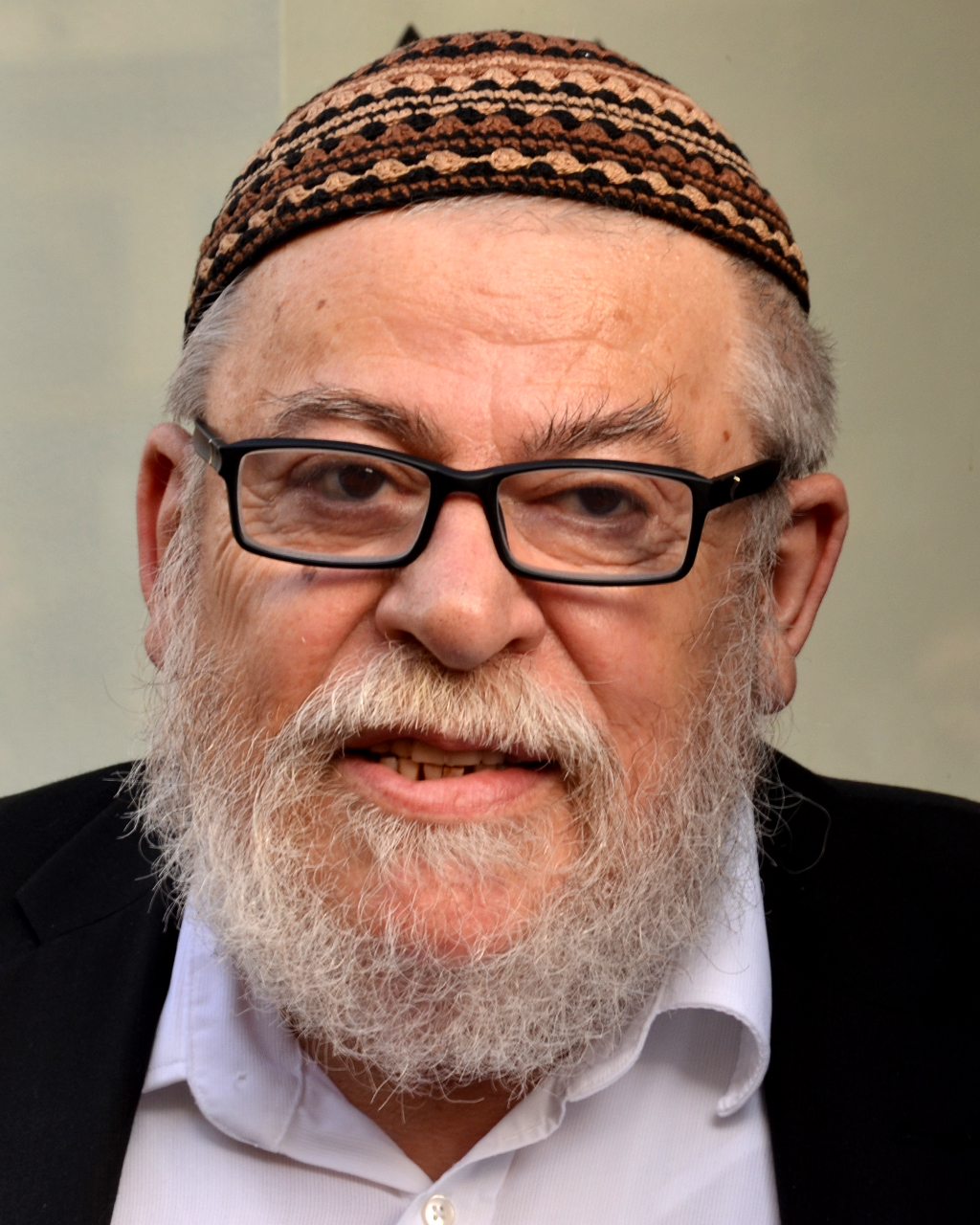
Karol Sidon, 2016

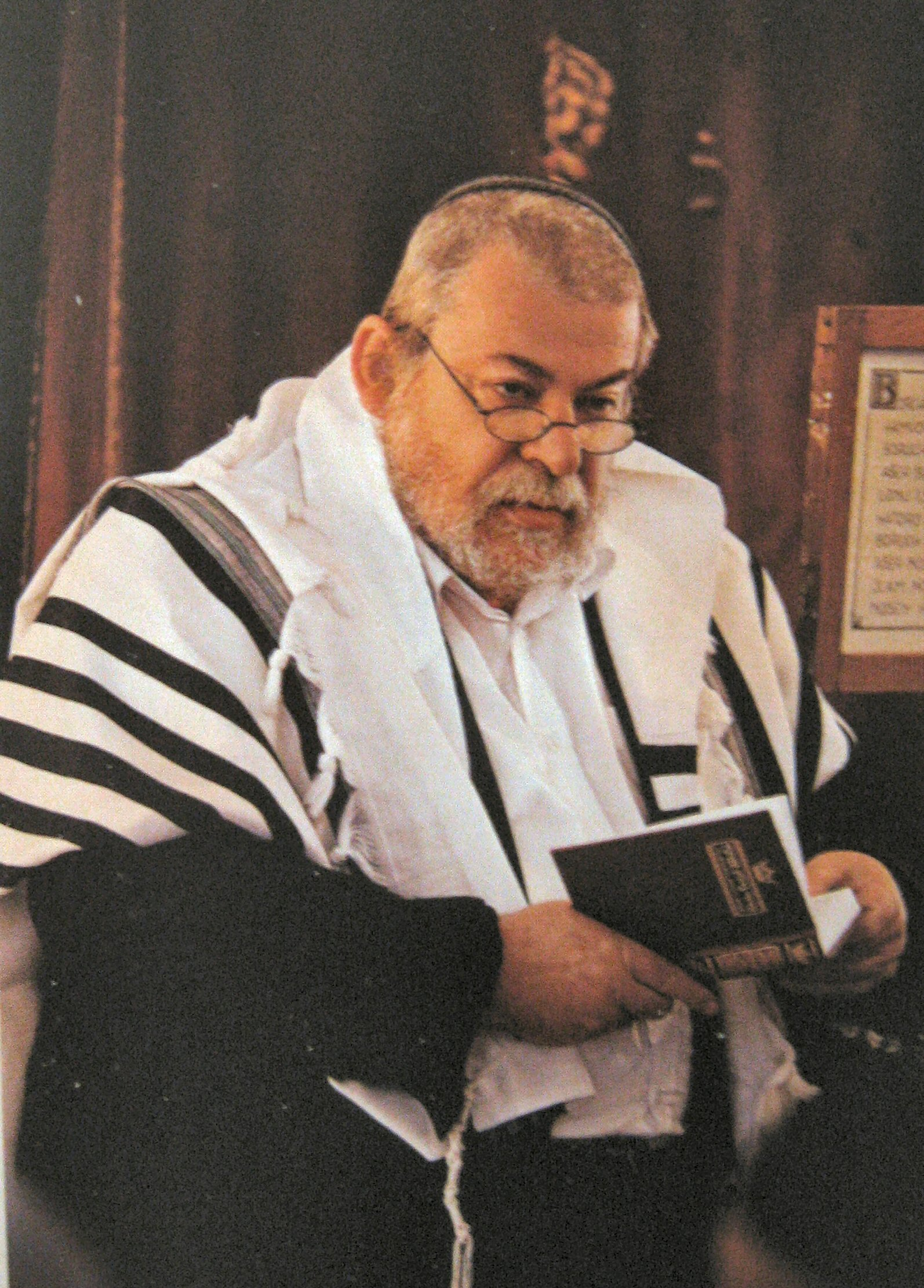
Karol Sidon

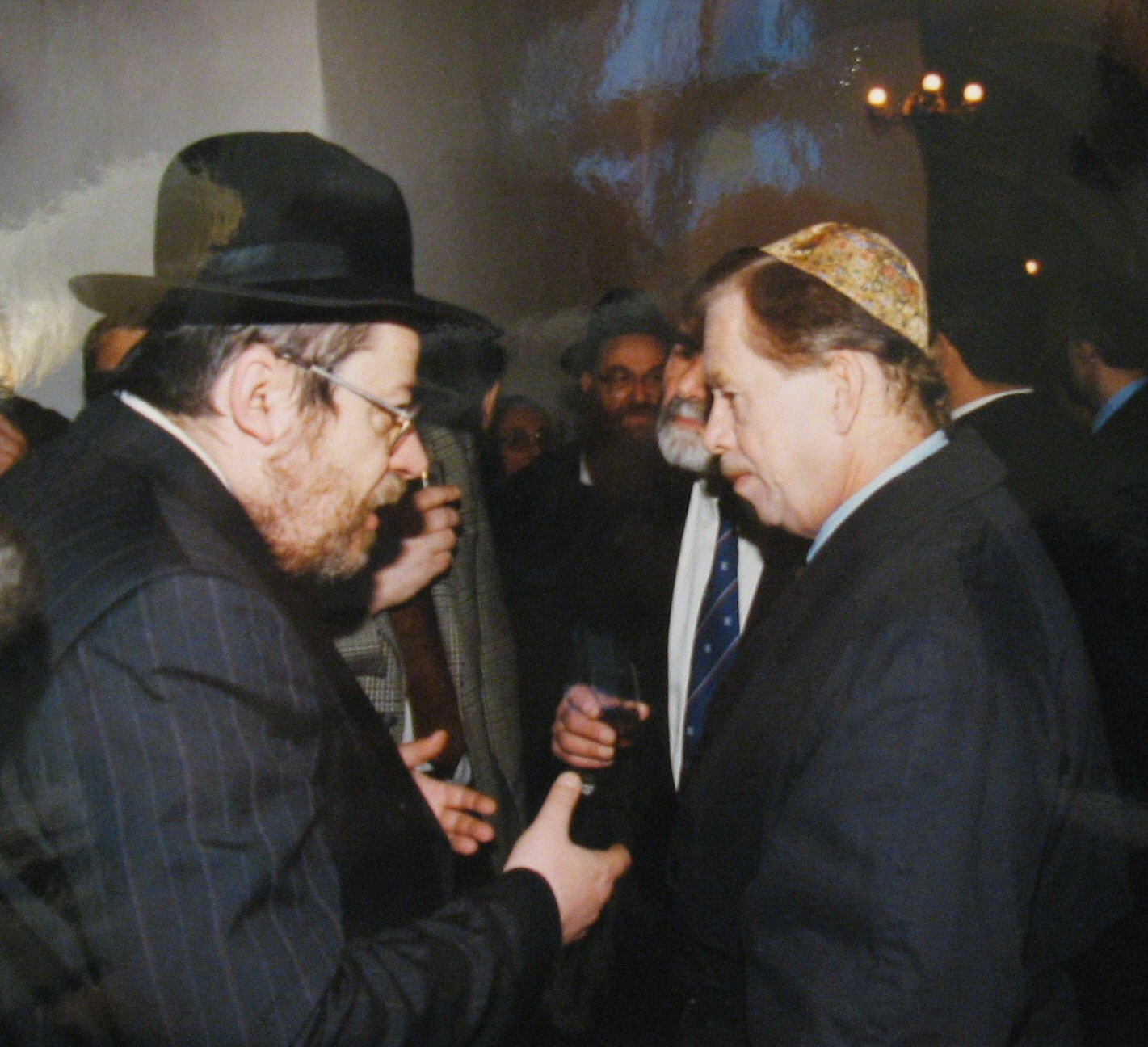
Karol Sidon und Präsident Václav Havel

Karol Sidon (* 9. August 1942 in Prag; auch Ephraim ben Alexander; literarisches Pseudonym Chaim Cigan) ist ein tschechischer Rabbiner und Schriftsteller.

## Leben
Karol Sidon kam als Kind nichtreligiöser Eltern im Prag zur Zeit der nationalsozialistischen Besatzung zur Welt. Nach den herrschenden Gesetzen galt er als Kind einer sogenannten Mischehe, sein jüdischer Vater wurde 1944 deportiert und im selben Jahr ermordet.
Nach der Matura im Jahr 1959 studierte Karol Sidon an der FAMU, schrieb Drehbücher und war kurze Zeit für den Tschechoslowakischen Rundfunk, unter anderem als Hörspielautor, tätig. Bis 1968 leitete er die Dramaturgie im Studio von Jiří Trnka. Von 1968 bis zu deren Auflösung arbeitete er als Redakteur der Literární listy. Nachdem er die Charta 77 unterzeichnete, wurde Sidon entlassen und musste als Heizer arbeiten. Seine literarischen Werke gab er im Samizdat heraus. In den 1970er-Jahren begann Sidon Hebräisch zu lernen. 1978 erhielt er den Jiří-Kolář-Exilpreis.
1978 konvertierte Sidon als Sohn eines jüdischen Vaters und einer nichtjüdischen Mutter zum Judentum und nahm den weiteren Vornamen Efraim an. 1983 reiste er nach Westdeutschland aus, wo er Judaistik an der Hochschule für Jüdische Studien in Heidelberg studierte. Er kehrte 1990 nach Prag zurück. 1992 wurde Sidon nach Abschluss seiner Studien und des Rabbinerseminars Oberrabbiner von Prag sowie Landesoberrabbiner. Am 21. November 2005 wurde er wiedergewählt. Im September 2014 trat er als Oberrabbiner von Prag zurück, blieb aber Oberrabbiner Tschechiens. Zu seinem Nachfolger als Oberrabbiner Prags wurde David Peter gewählt.
Sidon erhielt 2019 den Tschechischen Staatspreis für Literatur. Im selben Jahr erschien sein bereits 1968 erschienener Erstlingsroman Sen o mém otci unter dem Titel Traum von meinem Vater beim fränkischen ars vivendi Verlag das erste Mal in deutscher Fassung. Die Übersetzung ins Deutsche übernahm der Schriftsteller Elmar Tannert. Maxim Biller bezeichnet es als „ein ebenso melancholisch zartes wie lakonisch humorvolles Stück Literatur, das in seiner ungeschliffenen, zuweilen auch wunderbar böhmischen Art Vergleichbares sucht. Ein direktes, unkitschiges und ziemlich geniales Buch.“
Karol Sidon ist Vater der Schauspielerin Magdalena Sidonová.

## Werke
- Sen o mém otci, 1968
- Sen o mně, 1970
- Boží osten, 1975
- Brány mrazu, 1977
- Dvě povídky o utopencích, 1988
- Evangelium podle Josefa Flavia, 1974

in Deutsch
- Mutti singt die zweite Stimme, in Jüdische Erzählungen aus Prag. Hg. Christian Grüny. Vitalis, Prag 1997; zuerst in Stunde namens Hoffnung. Almanach tschechischer Literatur 1968 - 1978. Fischer, Frankfurt 1982
- Traum von meinem Vater. Roman. ars vivendi, Cadolzburg 2019, ISBN 978-3-7472-0010-0

### Drama
- Zákon, 1968, ausgezeichnet als bestes Hörspiel des Jahres 1968
- Labyrint (cirkus podle Komenského), 1972
- Latrína
- Shapira, 1972
- Zpívej mi na cestu
- Maringotka Zuzany Kočové

### Kinderbücher
- Pohádky ze čtyř šuplíčků, 1979 (erschien unter den Namen seiner Ehefrau Marcela Třebická).

### Filmografie
- Bohemia Docta aneb Labyrint světa a lusthauz srdce (2000)